# 1992年バルセロナオリンピックのフィリピン選手団
1992年バルセロナオリンピックのフィリピン選手団（1992ねんバルセロナオリンピックのフィリピンせんしゅだん）は、1992年7月25日から8月9日にかけてスペインのカタルーニャ州バルセロナで開催された1992年バルセロナオリンピックのフィリピン選手団、およびその競技結果。

## 概要
今大会は銅メダル1個を獲得した。

## メダル
| メダル | 選手名             | 競技       | 種目               |
| ------ | ------------------ | ---------- | ------------------ |
| 銅     | ローエル・ベラスコ | ボクシング | 男子ライトフライ級 |